# Житопродукт
Житопродукт је компанија са седиштем у Пљевљима у Црној Гори, која се бави производњом хљеба, свеже печене пекарске робе и продајом исте на домаћем тржишту. Основана је 2002. године, а оснивач и власник компаније је Милoje Шарац.

## Историјат
Предузеће је започело са радом 9. септембра 2002. године. Од тог периода компанија је значајно унапредила своје капацитете и постала један од важнијих произвођача хљеба и пекарских производа у региону. Компанија поседује пекару у којој се производе свеже печени хљебови и колачи, који се касније продају у својој малопродаји.
Предузеће се налази у Пљевљима, на адреси Ул. Велимира Јакића 27, и поседује мрежу малих супермаркета који се налазе широм Пљеваља, поред своје пекаре. Ови супермаркети су углавном малих димензија и службе као удобне продавнице за свакодневну куповину.

## Дјелатност
Главна дјелатност компаније је производња и продаја хљеба, свеже печеног пекарског и слатког асортимана. Компанија послује са већим бројем малопродајних објеката на подручју Пљевања и има добру репутацију као произвођач квалитетних пекарских производа.

## Друштвена одговорност
Житопродукт активно учествује у друштвеној одговорности и помаже различите локалне иницијативе. Компанија такође посвећује велику пажњу квалитету производа, сигурности својих радника и екологији.

## Финансијски подаци
У 2024. години, Житопродукт је остварио укупне приходе од 5.647.844 евра, док је EBITDA износила 310.182 евра. Компанија има позитивну финансијску позицију и одличну кредитну оцјену за 2025. годину (AA+), што указује на њену стабилност и развој.